# Ambléon
Ambléon település Franciaországban, Ain megyében. Lakosainak száma 114 fő (2022. január 1.). Ambléon Colomieu, Conzieu, Innimond, Lhuis, Marchamp és Saint-Germain-les-Paroisses községekkel határos.

## Népesség
A település népességének változása:
| Lakosok száma | 108  | 65   | 76   | 120  | 108  | 109  | 111  | 112  | 113  | 114  |
|               | 1968 | 1982 | 1990 | 2006 | 2013 | 2015 | 2017 | 2019 | 2020 | 2022 |